# Francesco Tristano

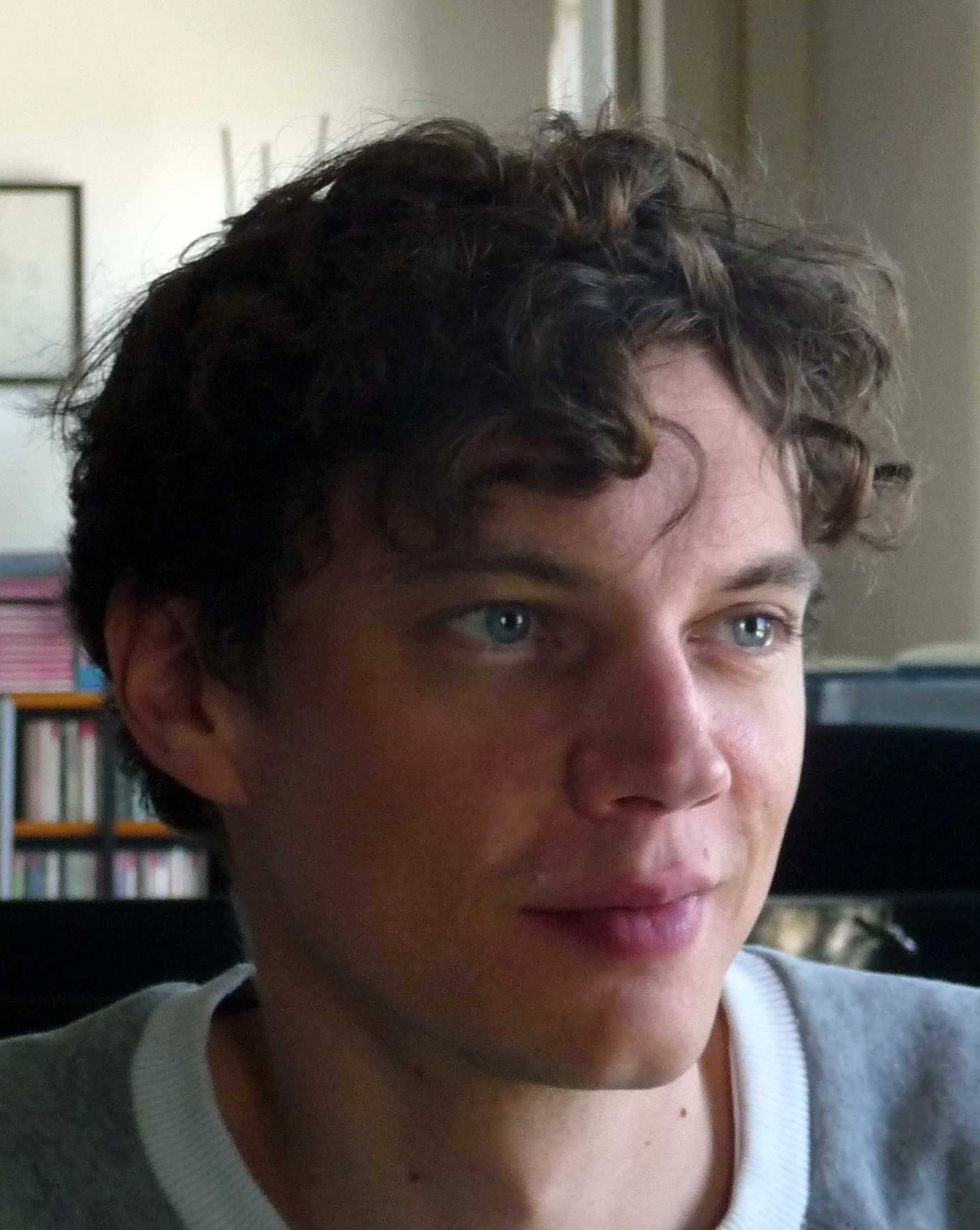
Francesco Tristano 2014

Francesco Tristano Schlimé (* 16. September 1981) ist ein luxemburgischer Pianist, Komponist und Produzent. Er tritt unter dem Namen Francesco Tristano auf.

## Leben
Francesco Tristano begann im Alter von fünf Jahren Klavier zu spielen und gab mit dreizehn Jahren sein erstes Konzert mit eigenen Kompositionen. Er besuchte die Juilliard School in New York, wo er bei Bruce Brubaker und Jacob Lateiner Unterricht nahm und die Meisterklasse bei Rosalyn Tureck absolvierte. Spätere Studien führten ihn an die Konservatorien in Brüssel, Riga, Paris und Luxemburg sowie 2003 an die Musikhochschule Kataloniens in Barcelona.
Er debütierte im Jahr 2000 mit dem Russischen Nationalorchester unter Mikhail Pletnev, mit dem er Sergei Prokofjews Klavierkonzert Nr. 5 und Maurice Ravels Klavierkonzert in G-Dur einspielte. Später tourte er mit dem Französischen Nationalorchester Lille, dem Orchestre Philharmonique du Luxembourg und anderen.
2001 gründete er das Kammerensemble „The New Bach Players“, für das er Antonio Vivaldis Die vier Jahreszeiten für Klavier und Orchester transkribierte und selbst dirigierte. 2004 gewann er den Internationalen Pianistenpreis für zeitgenössische Musik im französischen Orléans. 2006 gründete er die Band „Aufgang“, deren erstes Album 2009 veröffentlicht wurde. 2014 schied Tristano bei „Aufgang“ aus. Seitdem konzentriert er sich bei Kollaborationen auf die Zusammenarbeit mit Bachar Mar-Khalifé (percussion & electronics) und Pascal Schumacher (Vibraphon, Marimba, Glockenspiel), mit denen er im Trio auftritt. Tristano war „Artist in Residence“ der Hamburger Symphoniker in der Saison 2010/2011.
Der Musiker hat zahlreiche Alben veröffentlicht, darunter Einspielungen von Bachs Goldberg-Variationen sowie des pianistischen Gesamtwerks von Luciano Berio. Auf seinem 2007 erschienenen Album Not for Piano präsentiert er mittels stilistischer Anleihen bei Klassik, Neo-Klassik und Minimal Music eigene Versionen von Techno-Klassikern für Piano solo. Für sein Album Idiosynkrasia arbeitete er unter anderem mit Carl Craig.
2016 arbeitete er zusammen mit Derrick May, dem Lichtkünstler Mau Morgo und einem Designstudio an einer neuen Bühnen- und Lichtshow mit dem Titel p:anorig.
Im Mai 2017 unterzeichnete er einen Vertrag mit der Firma Sony Music, für die er als erstes Projekt das Album Piano Circle Songs realisierte (drei Songs entstanden im Duo mit Chilly Gonzales). Wie schon bei bachCage wurde unter Mitwirkung von Moritz von Oswald der Klang teilweise radikal verändert, durch unübliche Aufstellung von Mikrophonen, aber auch durch nachträgliche Bearbeitungen.
Im Jahr 2022 wurde er mit einem Opus-Klassik-Preis in der Kategorie Klassik ohne Grenzen für das Album On Early Music ausgezeichnet.
Tristano ist verheiratet, Vater von drei Söhnen und lebt in Barcelona.

## Aufnahmen und Veröffentlichungen
- Johann Sebastian Bach, Goldberg Variations (2002)
- Johann Sebastian Bach, The Complete Piano Concertos (2004)
- Luciano Berio, Complete Piano Works (Piano Classics, 2005)
- Agoria – Cute & Cult (2005)
- Agoria – The Green Armchair (2006)
- Ravel – Prokofiev – Schlimé (2006)
- Frescobaldi Dialogues · Girolamo Frescobaldi – Toccatas - Book 1 (2007)
- Not for Piano (Infine, Rough Trade, 2007)
- A Taste of the Last Supper (2008)
- Francesco Tristano, Strings of Life (2008)
- Francesco Tristano, The Melody (2008)
- Apparat – Things to be Frickled (2008)
- Auricle Bio On (Infine, Rough Trade, 2009)
- Pop Art (2008)
- Carl Craig, Sessions (2008)
- Aufgang (2009)
- Freedom Jazz Trio – Under the Sun (2010)
- Klavier Festival Ruhr – Francesco Tristano Live Piano Recital (2010)
- Idiosynkrasia (In Fine, Alive, 2010)
- bachCage (Deutsche Grammophon, 2011)
- Long Walk – Francesco Tristano plays Buxtehude Bach Tristano (Deutsche Grammophon, 2012)[5]
- Alice Sara Ott & Francesco Tristano Scandale (Deutsche Grammophon, 2014)
- Afrodiziak - KhaliféSchumacherTristano (Musik Produktion Schwarzwald, Edel, 2015)
- Body Language, Vol. 16 (Get Physical Music, Rough Trade, 2015)
- Surface Tension (Transmat, Rough Trade, 2016)
- Piano Circle Songs (Sony Music, 2017)
- Tokyo Stories (Sony Music, 2019)
- On Early Music (Sony Music, 2021 & 2022)
- Bach The Six Partitas (Falcon Muse Entertainment, 2024)